# Robert de Hoog
Robert de Hoog, nacido en Alphen aan den Rijn el 18 de noviembre de 1988, es un actor de Países Bajos. No sólo ha participado en películas, sino también en series de televisión como «Zeeuws Meisje», «Keyzer & De Boer Advocaten», «Hof van Joosten» y «Roes». En 2011 protagonizó la película «Nova Zembla» de Reinout Oerlemans.

## Biografía
De Hoog hizo su aparición en películas en «Skin» en el 2008 del director Hanro Smitsman; ambos ganaron un Becerro de oro y tuvo una nominación a un Premio Emmy International por mejor actor, que no le fue concedido. En «Den Helder», una película perteneciente al ciclo «One Night Stand» del director Jorien van Nes también tuvo un papel protagónico.
En 2010, De Hoog participó en el cortometraje «Life is Beautiful», una secuela de la serie «Boy Meets Girl Stories»; en el mismo año participó en «Schemer» de Hanro Smitsman y también en «The Domino Effect», una película sobre la crisis financiera dirigida por Paula van der Oest.
Participó en 2011 junto a Hanna Verboom  en la película «Me & Mr Jones» del director Paul Ruven sobre la vida de Joran van der Sloot; el mismo año participó en la película neerlandesa «170 Hz» de Joost van Ginkel, en el papel de adolescente sordo, los diálogos de la película son en lengua de signos. Además tuvo un papel secundario en «War Horse» de Steven Spielberg, participación que no está en la versión teatral de la película.
En 2011 prestó su voz por primera vez para el personaje «Fred O'Hare» en la película familiar «HOP», una combinación de acción en vivo y animación. En marzo de 2011 trabajó en otra película de la serie «One Night Stand»,  «Met Donker Thuis», en la que trabajó en conjunto con Gaite Jansen, Gijs Scholten van Aschat y Anneke Blok.

## Filmografía

### Películas
- 2012 - «Black Out» - Gianni
- 2012 - «The Domino Effect» - Nick
- 2012 - «Love Eternal» - Ian Harding
- 2011 - «Nova Zembla» - Gerrit de Veer
- 2011 - «War Horse» - Duitse Soldaat
- 2011 - «170 Hz» - Sijp
- 2011 - «Zieleman» - Jacob
- 2011 - «Me & Mr Jones» - Remi Jones
- 2011 - «HOP» - Fred O'Hare (voz)
- 2010 - «Mowgli en Fidel» - Fidel
- 2010 - «Schemer» - Mick
- 2010 - «Life Is Beautiful» - Niels
- 2008 - «Als Alles Bijzonder Wordt» (Película educativa)
- 2008 - «Vanwege De Vis» (cortometraje)

### Televisión
- 2012 - «Van God Los»
- 2011 - «Met Donker Thuis» - Johnny
- 2011 - «Lijn 32» - Jason
- 2008 - «Den Helder» - Maarten
- 2008 - «Roes»
- 2008 - «Hof van Joosten»
- 2008 - «Skin» - Frankie
- 2007 - «Keyzer & De Boer Advocaten»
- 1997 - «Zeeuws Meisje»

### Comerciales
- 2008 -  Eneco - Klote zon (comercial para televisión)
- 2006 - Philips Wireless Headset (comercial para internet)

### Teatro
- 2006 - 2007 - «Citizenship»; casa del teatro ZH, teatro de Mark Ravenhill. Obra dirigida por Theo Ham
- 2005 - 2006 - «Aap!»; casa del teatro ZH, protagonista. Obra dirigida por Theo Ham
- 2004 - «Bataljen I Homborsund Europees» (Proyecto teatral), Noruega, dirigido por Solvi Kleiva Ugland y Theo Ham
- 2003 - 2004 - «De Ramayana»; casa del teatro ZH, Espectáculo familiar, dirigido por Theo Ham